# Fuchu (Tokio)

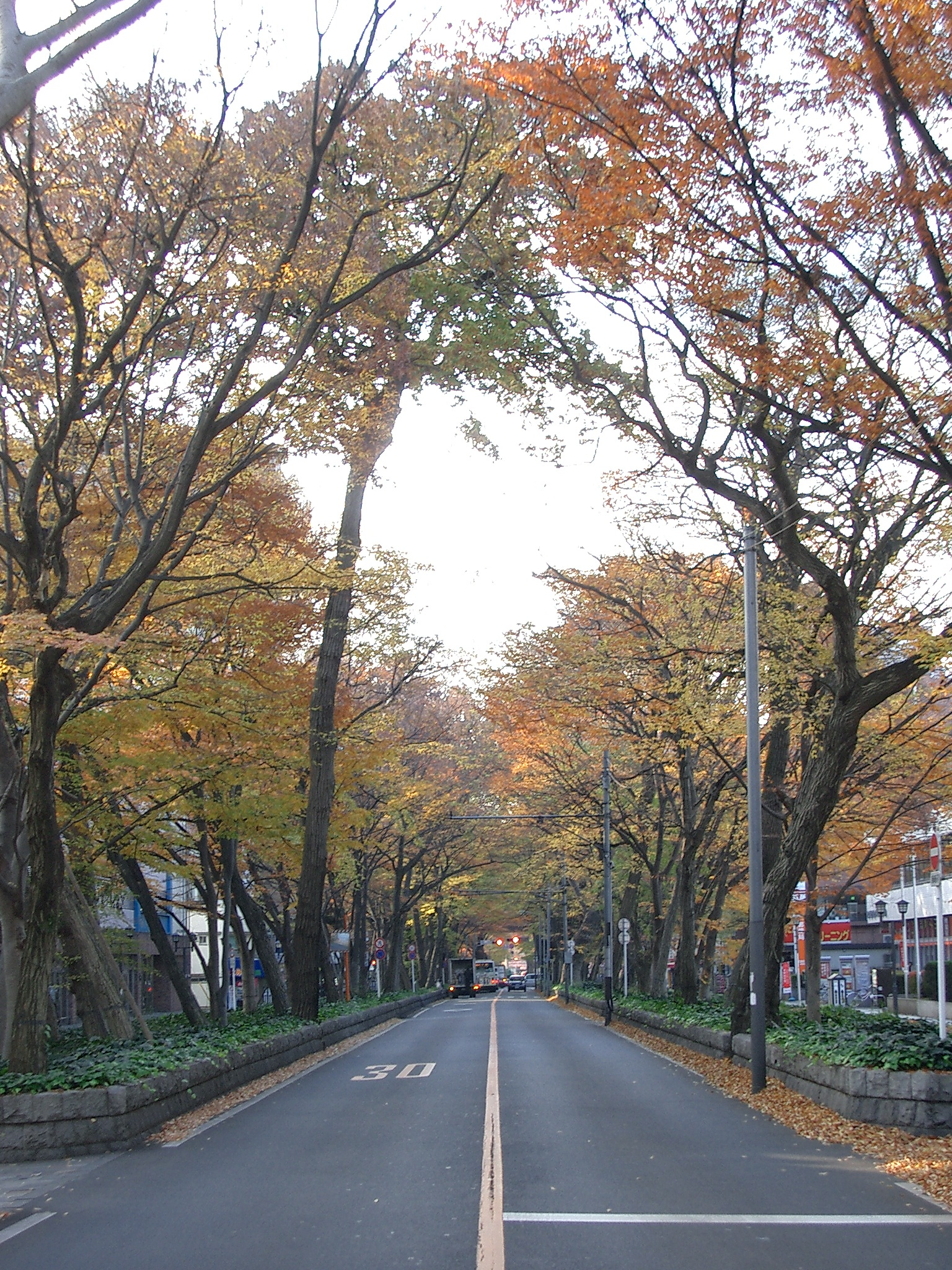
De Baba Daimon Keyaki straat

Fuchū (Japans: 府中市, Fuchū-shi) is een stad (shi)  in de Japanse prefectuur Tokio.
Sinds 2008 heeft de stad een bevolking van 250.845 en een bevolkingsdichtheid van 9.773 inwoners per km². Het beslaat een gebied van 29,34 km².

## Geschiedenis
Fuchu werd op 1 april 1954 gesticht. Het provinciebestuur van Musashi werd tijdens de Taika-hervormingen (645) naar Fuchu verplaatst. De stad bloeide op dankzij haar gunstige locatie aan de Koshu Kaido tijdens de Edo-periode. Het districtbestuur van Kita Tama was hier tijdens de Meiji-periode gevestigd.

## Stedenband
Fuchu heeft een stedenband met:
- Hernals (district van Wenen)

## Geboren
- Homare Sawa (6 september 1978), Japans voetbalster